# Fruttosio 5-deidrogenasi (NADP+)
La fruttosio 5-deidrogenasi (NADP+) è un enzima appartenente alla classe delle ossidoreduttasi, che catalizza la seguente reazione:
D-fruttosio + NADP+ ⇄ 5-deidro-D-fruttosio + NADPH + H+